# 沃特·安德鲁·休哈特

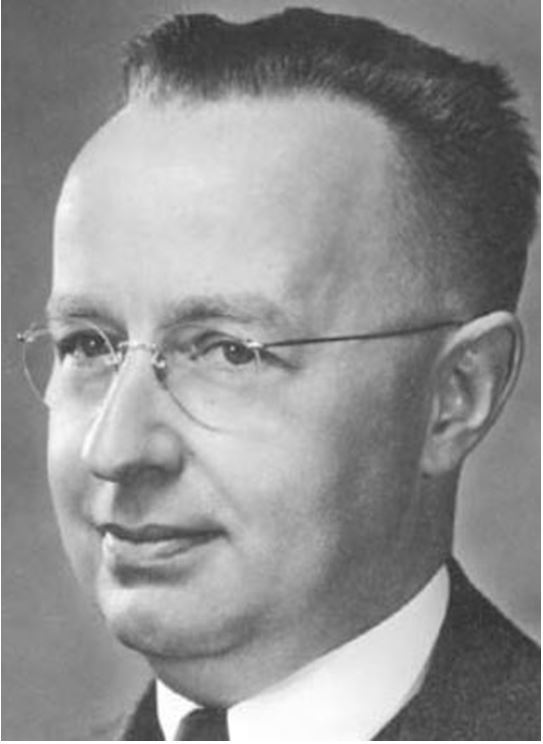
1920年的休哈特

沃特·安德鲁·休哈特（英語：Walter Andrew Shewhart，1891年3月18日—1967年3月11日），又譯修華特，美国物理学家、工程师和统计学家，有时被称为统计质量控制之父，并且与休哈特环有关，他设计了管制图。

## 生平
休哈特生于伊利诺伊州新坎顿，读于伊利诺伊大学香槟分校，1917年获得加州大学伯克利分校物理学博士学位。